# Cathédrale de Meissen
La cathédrale de Meissen (Dom zu Meissen) consacrée à saint Jean et à saint Donat est l'édifice religieux principal de la ville de Meissen en Allemagne. Construite sur la colline dominant l'Elbe, elle est avec le château d'Albrechtsburg le point culminant de la ville.

## Histoire

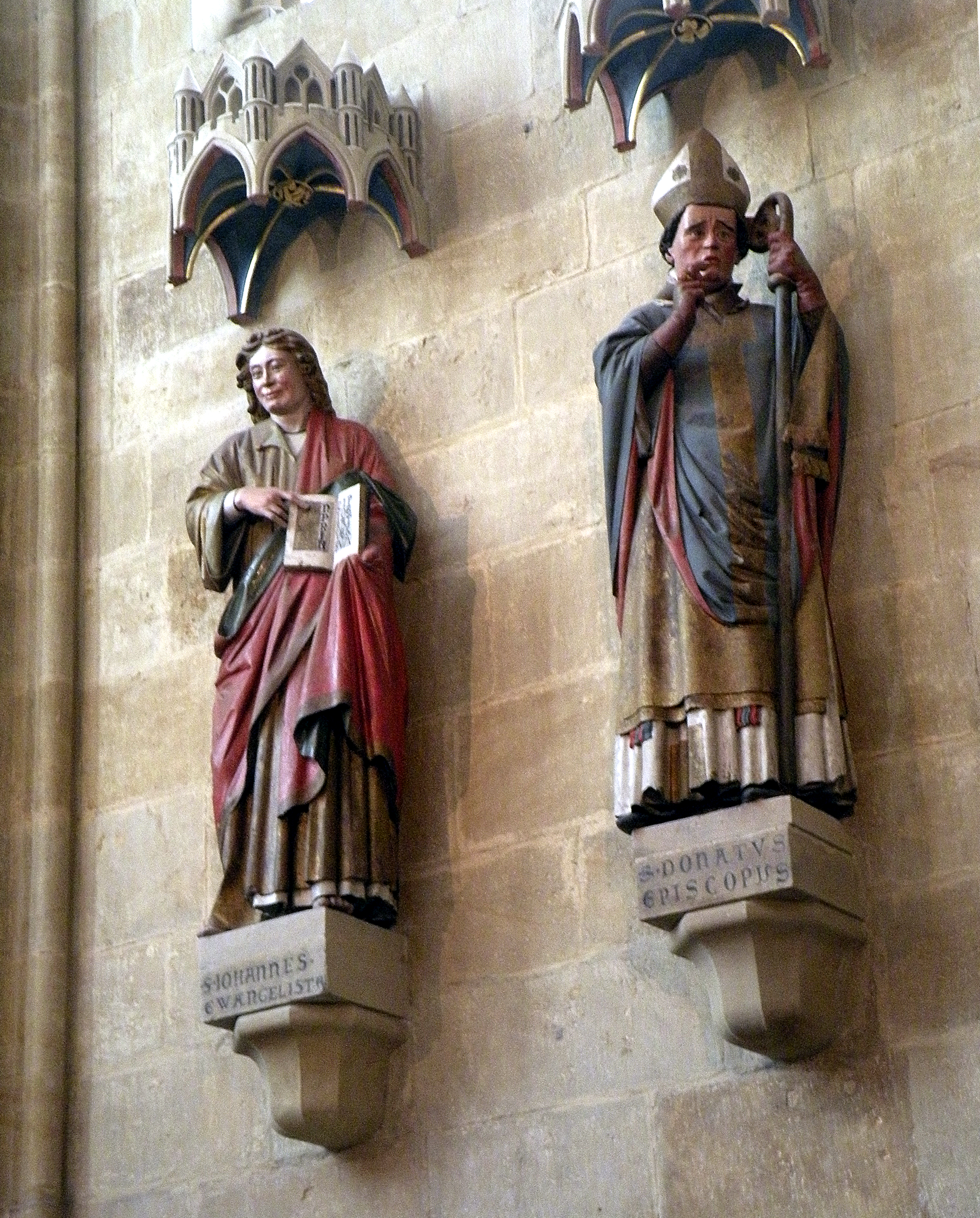
Statues de saint Jean et de saint Donat

La cathédrale est construite à partir de 1250 à l'emplacement de l'ancienne cathédrale datant de la fin du Xe siècle à l'époque du règne d'Othon Ier. Il y avait d'abord une petite église, puis une basilique romane avec quatre tours, bâtie entre 1006 et 1073. la cathédrale actuelle est construite selon un plan d'église-halle en style gothique. Le chœur et le cloître sont prêts en 1268. Les vitraux du chœur sont posés autour de 1270. La chapelle Sainte-Marie-Madeleine est terminée à l'est en 1280, celle de Saint-Jean-Baptiste, de forme octogonale, en 1291, et la majestueuse salle capitulaire en 1297. Ce n'est qu'en 1410 que la nef est achevée.
En 1413 la foudre détruit les deux tours du côté ouest érigées en 1315. Pendant plusieurs siècles, la seule tour qui subsiste est celle du côté est (rénovée en 1909). Les deux tours actuelles du côté ouest, de style néogothique, datent de 1903-1909 et sont l'œuvre de l'architecte impérial Carl Schäfer, les travaux étant dirigés par Joseph Schäffler.

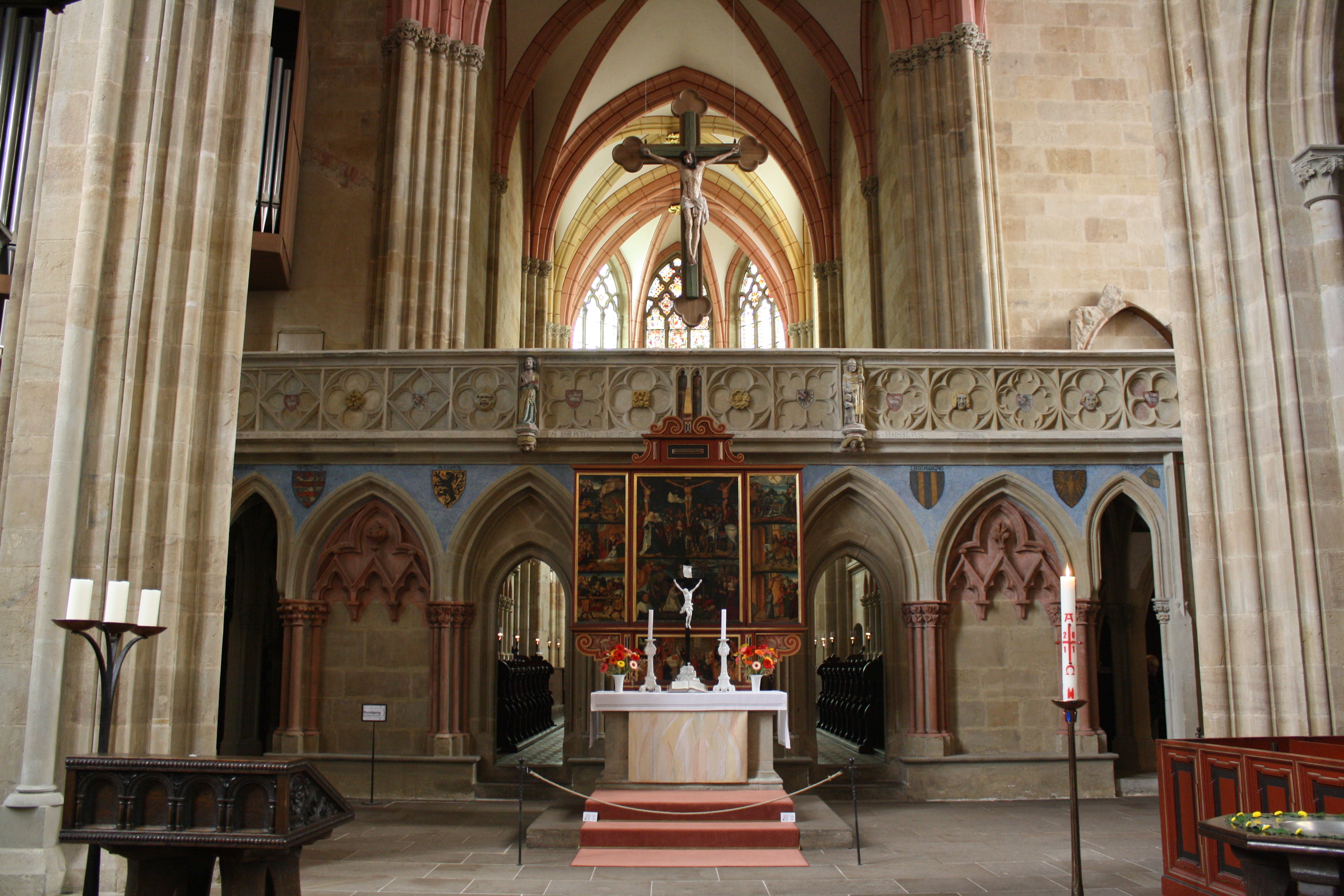
Vue du jubé et de l'autel moderne

La cathédrale est passée à la Réforme protestante en 1581. La communauté catholique de Meissen dépend donc de la cathédrale de Dresde, le diocèse catholique ayant été réorganisé en 1980.
On remarque un grand crucifix de porcelaine de Meissen et des candélabres qui sont l'œuvre de Johann Joachim Kändler, en 1760.

## La chapelle des princes

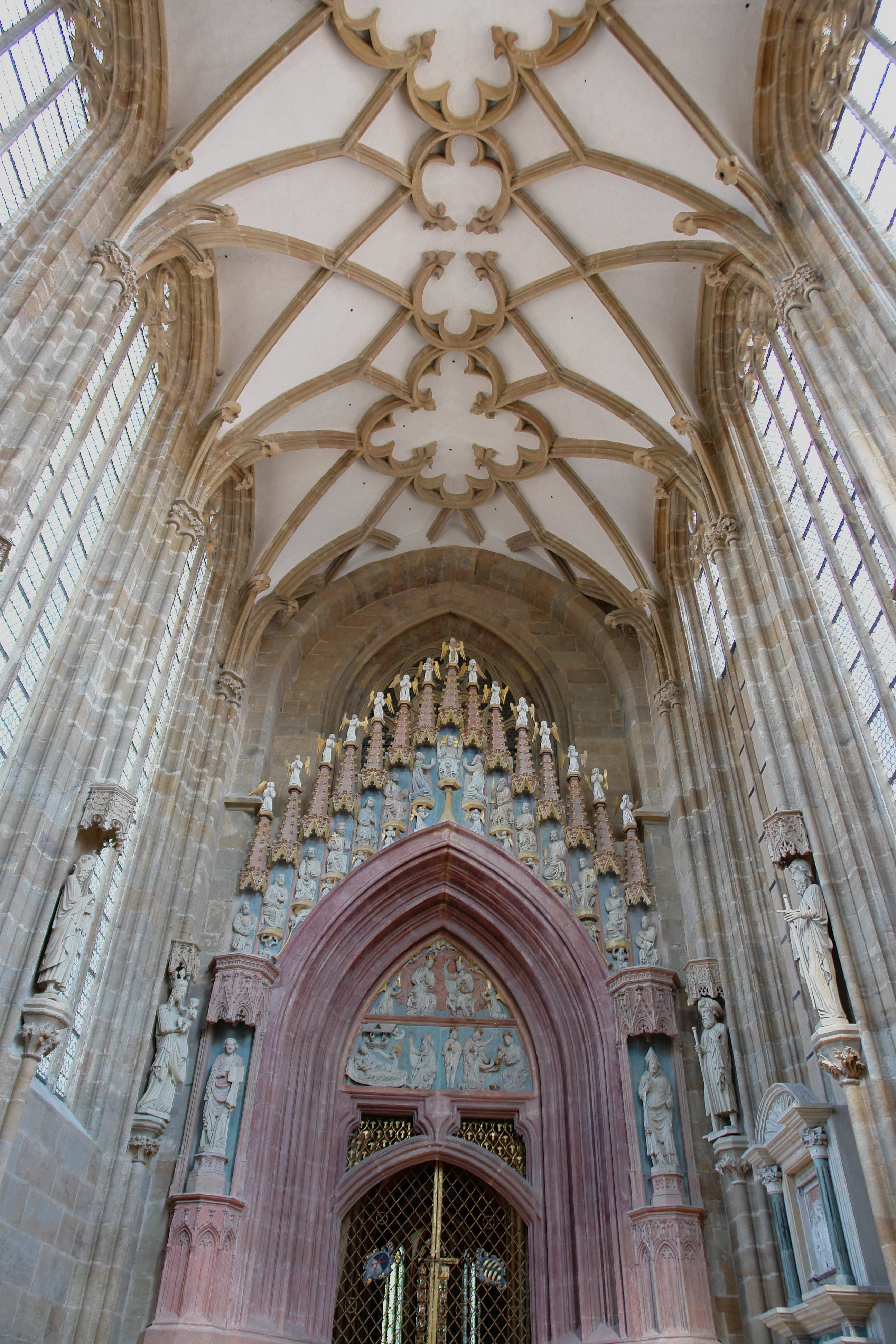
Le portail intérieur de la chapelle des princes

La chapelle des princes (Fürstenkapelle) a été commandée par Frédéric le Belliqueux pour en faire à partir de 1425 la sépulture des Wettin qui étaient auparavant enterrés depuis 1190 à l'abbaye d'Altzelle. Elle est construite du côté de la façade ouest. Le portail ouest de la cathédrale en devient donc le portail principal. On remarque les voûtes richement ornées entre 1443 et 1446. La tombe de bronze de Frédéric le Belliqueux est l'œuvre des ateliers de Peter Vischer l'Ancien. Cent soixante-quatre tombes sont réparties dans la cathédrale.

## Le cloître et la chapelle Saint-Georges
Le cloître date de 1470-1471, et la sacristie de 1504. La chapelle Saint-Georges (1530), de style gothique tardif, est le lieu du dernier repos du duc Georges le Barbu et de sa femme Barbara Jagellon. Wolf Caspar von Klengel a décoré le plafond de stuc en 1677.

## illustrations

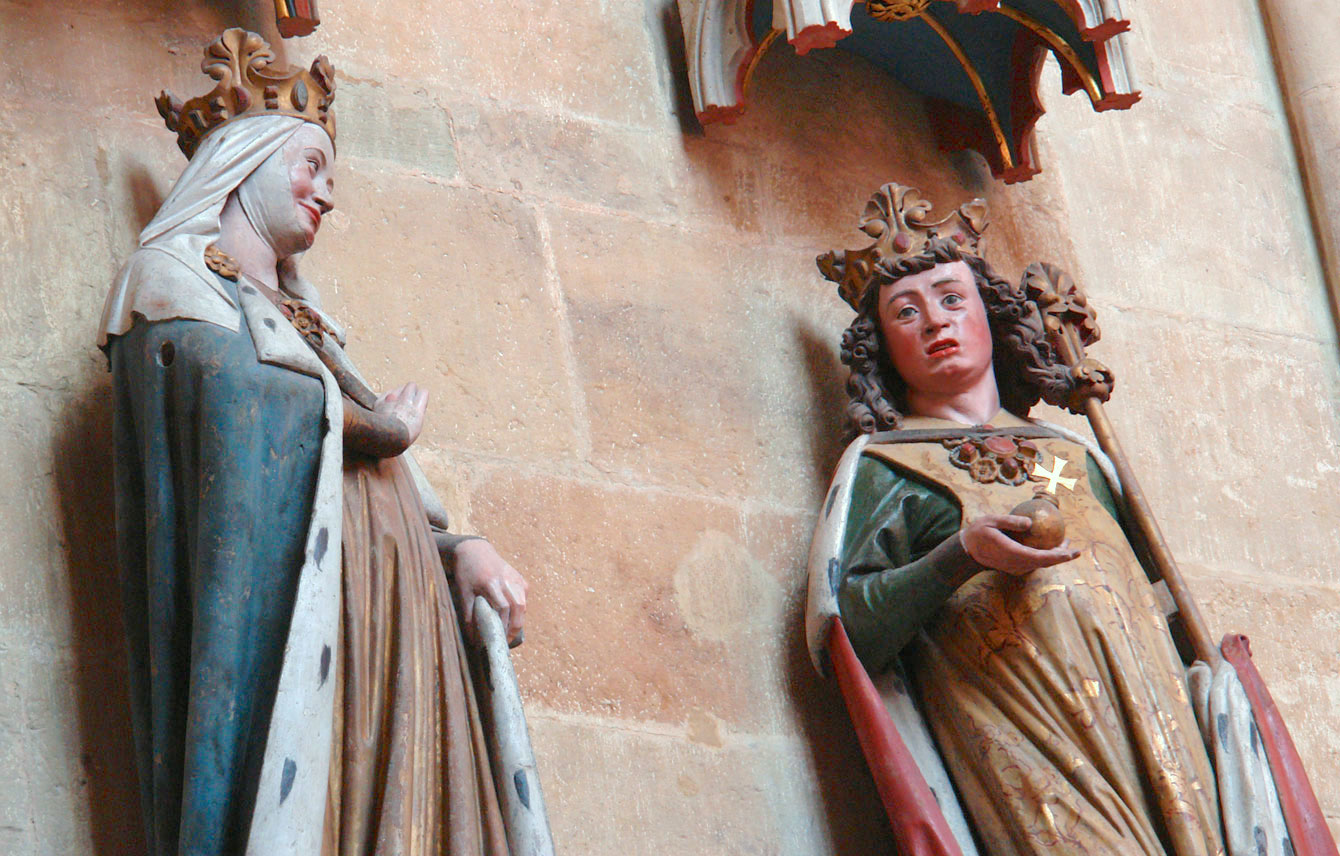
Statue des fondateurs Adélaïde de Bourgogne et Othon Ier, par le Maître de Naumbourg.
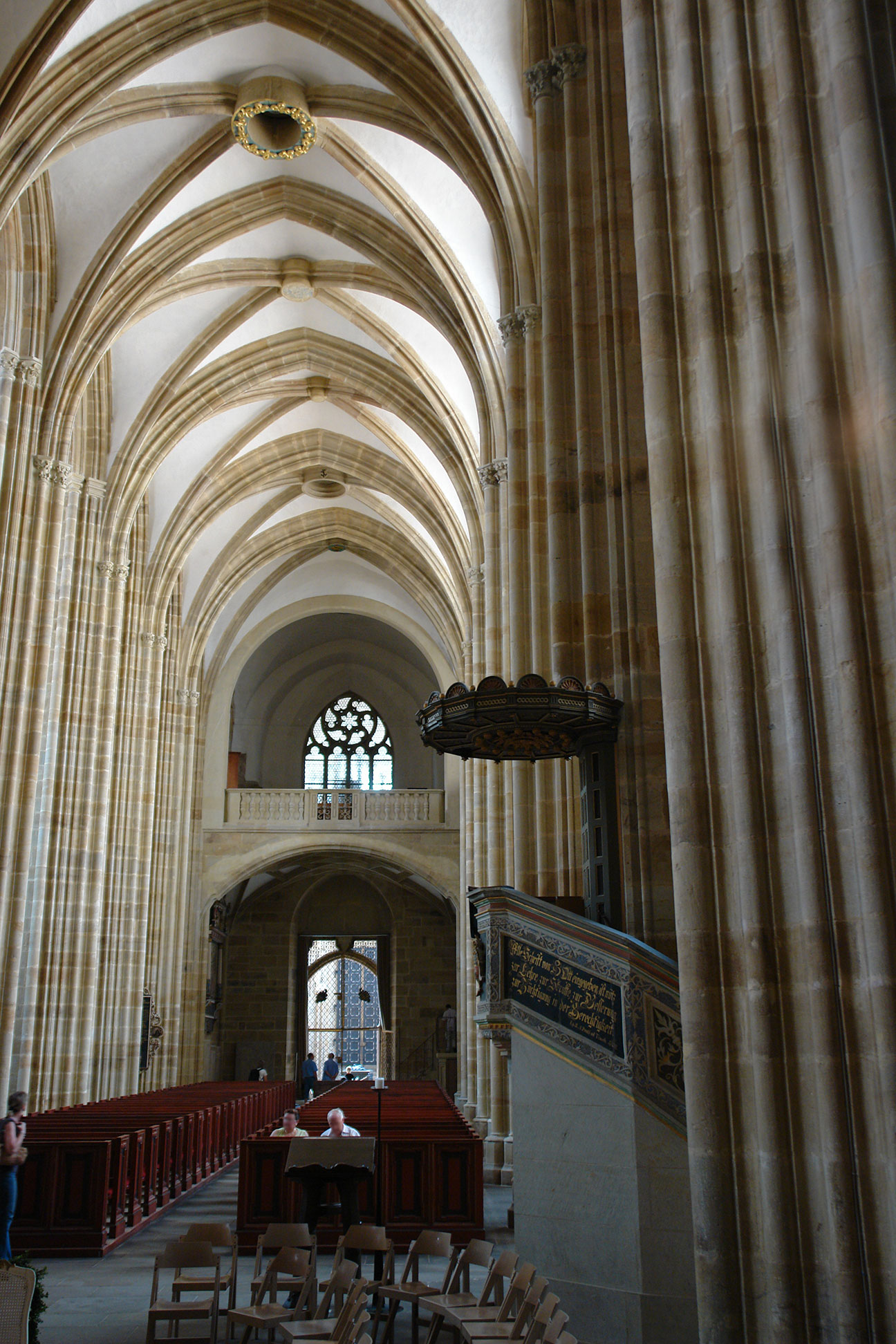
Intérieur de la cathédrale avec la chaire
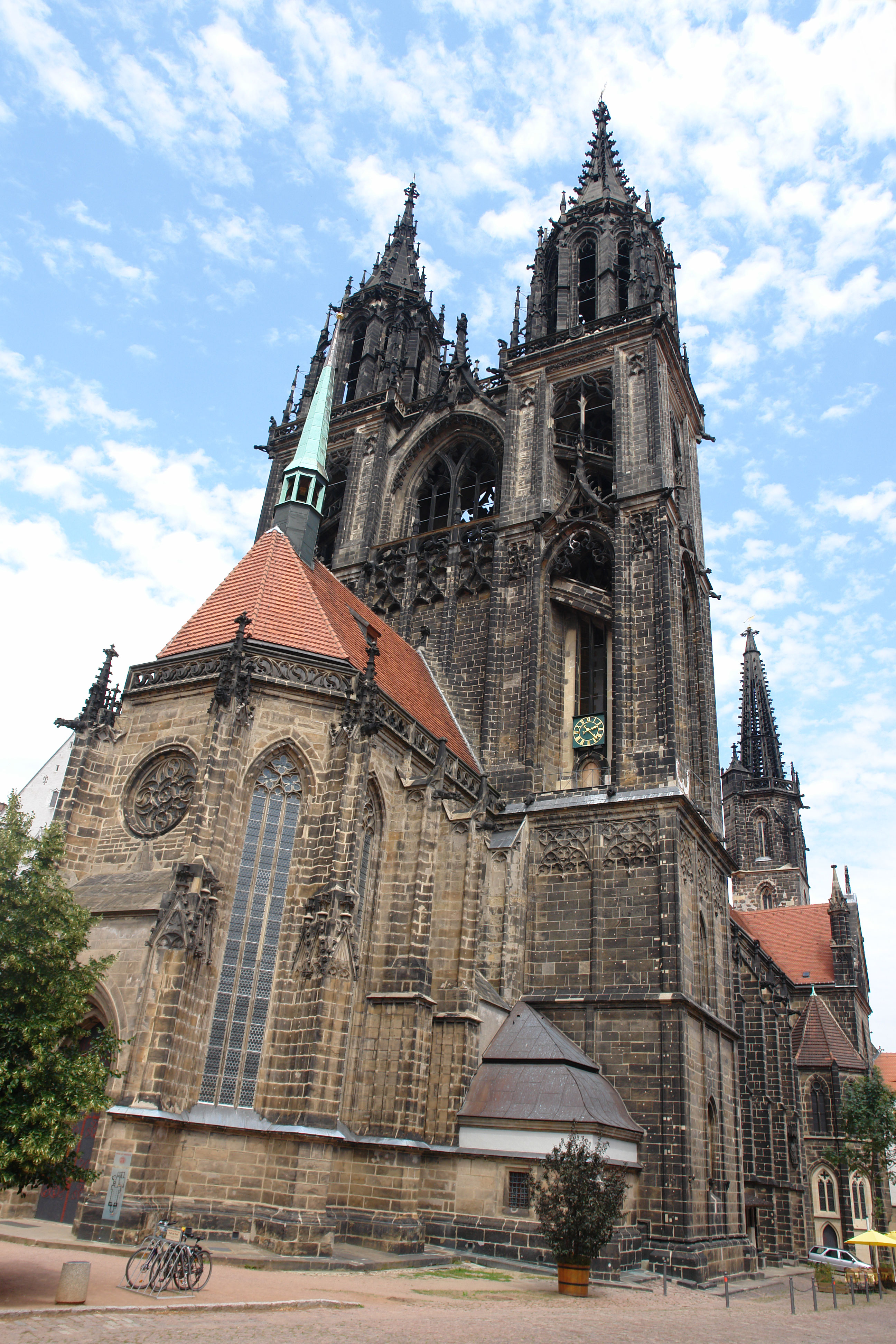
Vue du côté ouest de la cathédrale
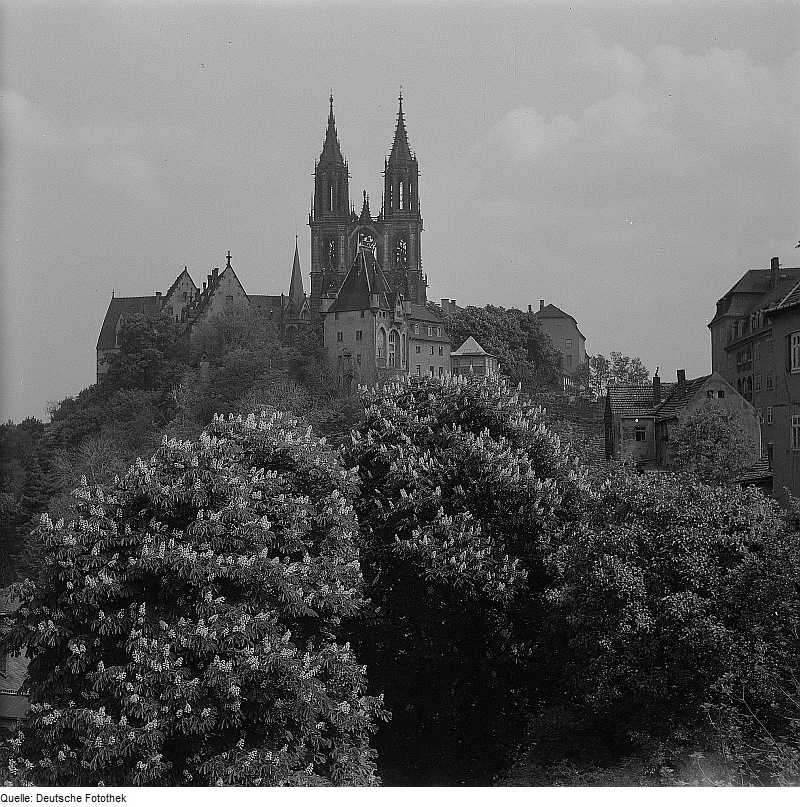
Vue de la cathédrale et du château de Meissen

## Dimensions
- Hauteur : 17,80m
- Longueur : 97,30m
- Hauteur des tours : 81m

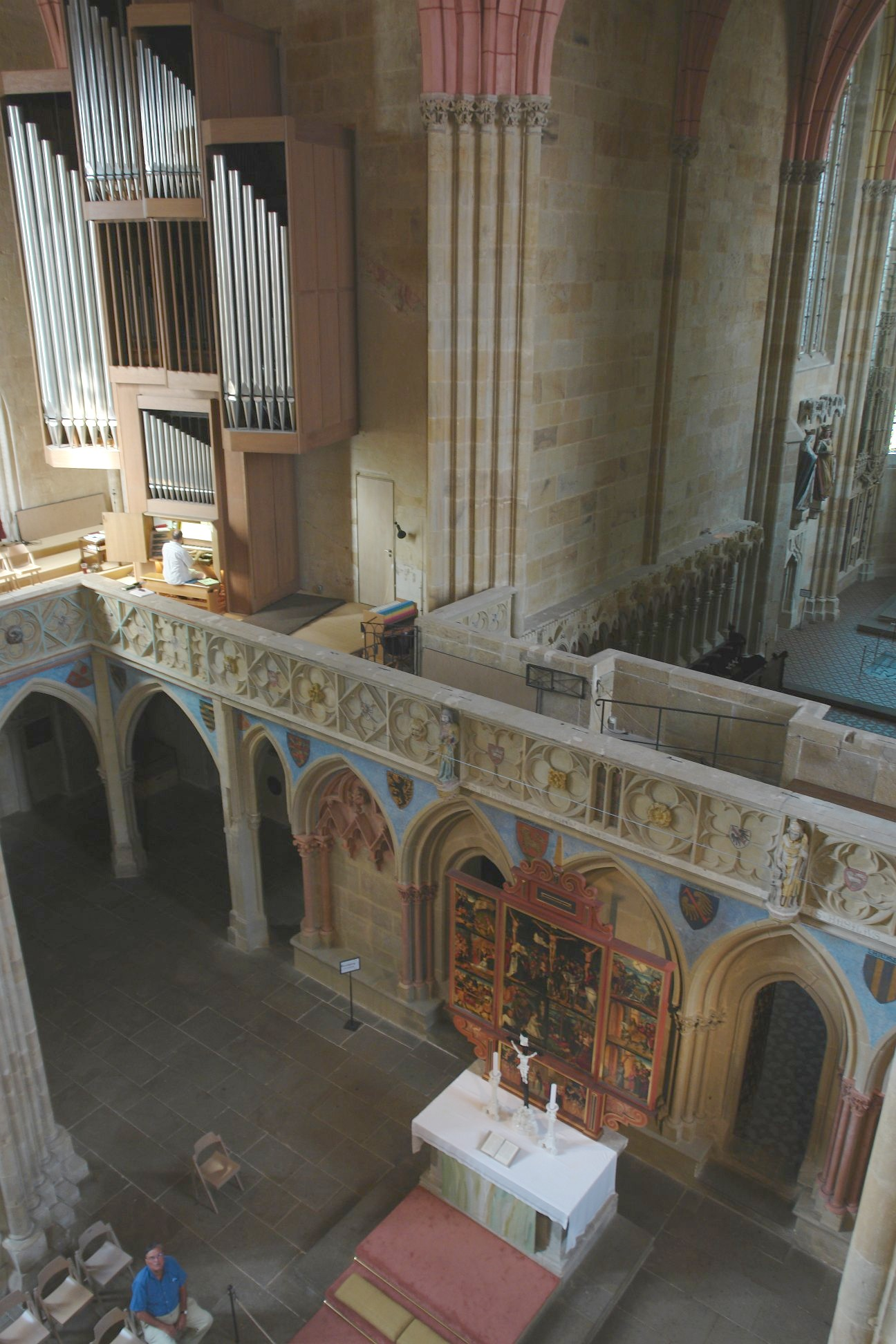
Vue plongeante de l'orgue (datant de 1972) et du jubé (datant de 1260)

- Poids de la cloche principale : 7,82t (la Johannesglocke), c'est la cloche la plus ornée au monde. Elle date de 1929 et a été réparée en 2010.

## Source
- (de) Cet article est partiellement ou en totalité issu de l’article de Wikipédia en allemand intitulé « Meißner Dom » (voir la liste des auteurs).